# Michael Thonet
Michael Thonet (2. července 1796 Boppard – 3. března 1871 Vídeň) byl německý podnikatel, truhlář, vynálezce a návrhář nábytku. Původem z Boppardu v Porýní, usadil se na Moravě, kde založil v Koryčanech (1856) a v Bystřici pod Hostýnem (1861) továrny na nábytek z ohýbaného dřeva.
Továrna v Bystřici pod Hostýnem byla ve své době největší svého druhu, stala se vývojovým centrem celé firmy a exportovala své výrobky do celého světa. V 21. století je továrna stále aktivní, nicméně po znárodnění je od roku 1953 známá pod jménem TON (Továrny na ohýbaný nábytek).

## Život a dílo

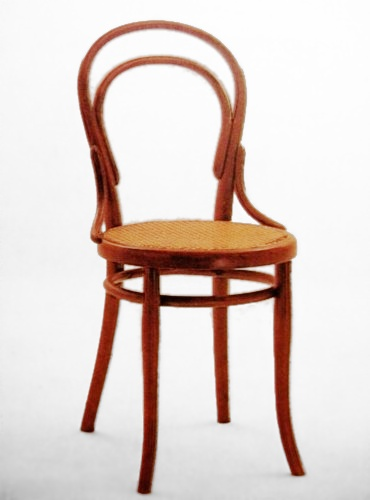
„Židle č. 14“ („Konsumstuhl Nr. 14“) z roku 1859

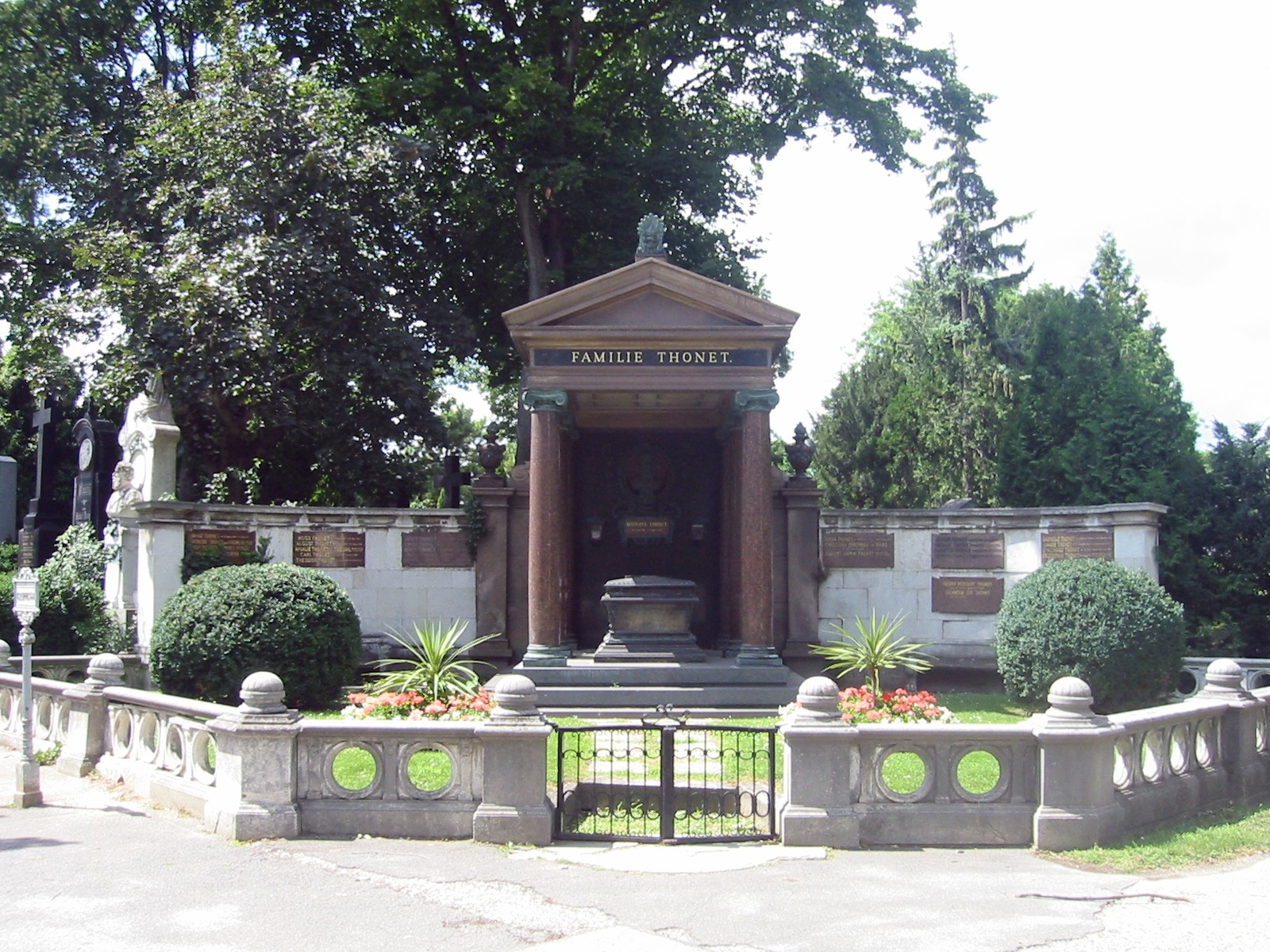
Hrobka rodiny Thonetů na vídeňském centrálním hřbitově

Michael Thonet se narodil 2. července 1796 v městečku Boppard nedaleko Koblence v západním Německu (tehdy ovšem součástí revoluční Francie).
Vyučil se truhlářem a v rodišti založil řemeslnickou dílnu, v níž vyráběl nábytek. Ve třicátých letech 19. století začal dělat pokusy s ohýbáním dřeva, čehož pak využil i ve své profesi. Ohýbaný nábytek poprvé představil veřejnosti roku 1841 na průmyslové výstavě v Koblenci, kterou navštívil i rakouský kancléř Metternich. Na jeho doporučení přesídlil Thonet v následujícím roce do Vídně, kde si založil vlastní firmu na výrobu nábytku.
S manželkou Annou Marií měl celkem třináct dětí, jen pět synů se však dožilo dospělosti. Kvůli nim roku 1853 přejmenoval firmu na „Gebrüder Thonet“.
Zájem o ohýbaný nábytek neustále rostl, roku 1856 se proto Thonet rozhodl založit novou továrnu. Kvůli výhodným podmínkám si vybral moravské Koryčany, kam se následně sám na čas přestěhoval. Výroba se zde rozběhla roku 1857 a díky velkým úspěchům se firma zanedlouho rozšířila i o závody v Bystřici pod Hostýnem a Vsetíně. Později založil továrny také v Radomsku a v německém Frankenbergu.
Thonetův ohýbaný nábytek se brzy stal pojmem a německý podnikatel za jeho výrobu získal i řadu ocenění, mimo jiné zlatý kříž za zásluhy či rytířský kříž řádu Františka Josefa. Na sklonku života byl uznávaným výrobcem nábytku. Zemřel 3. března 1871 ve Vídni a vedení firmy převzali jeho synové.
V podnikání byli činní synové Michael Thonet mladší (1824–1902), Josef Thonet (1830–1887), Jakob Thonet (1841–1929) a August Thonet (1829–1910). August navíc působil jako poslanec Moravského zemského sněmu a starosta Bystřice pod Hostýnem. Funkci starosty Bystřice pod Hostýnem zastával i Jakob.